# Бжезьно-Шляхецьке
Бжезьно-Шляхецьке (пол. Brzeźno Szlacheckie, нім. Adlig Briesen) — село в Польщі, у гміні Ліпниця Битівського повіту Поморського воєводства.
Населення — 537 осіб (2011).
У 1975-1998 роках село належало до Слупського воєводства.

## Демографія
Демографічна структура станом на 31 березня 2011 року:
|          | Загалом | Допрацездатний вік | Працездатний вік | Постпрацездатний вік |
| -------- | ------- | ------------------ | ---------------- | -------------------- |
| Чоловіки | 271     | 52                 | 188              | 31                   |
| Жінки    | 266     | 50                 | 173              | 43                   |
| Разом    | 537     | 102                | 361              | 74                   |